# 九峰山 (四川)
九峰山是位於中華人民共和國四川彭州市龙门山镇境内的山脈，属龙门山南段的一個支脉。九峰山的意思是「九座山峰」。九峰山山脉绵延200余里。九峰山的主峰太子城海拔4812米，为省级风景名胜区。九峰山一带有猴群。九峰山的雷音寺建于明代天启年间，是明代无暇祖师的道场。